# W42 (核弾頭)
W42はアメリカ合衆国が開発していた核弾頭。アメリカ三軍の対空ミサイル弾頭用にローレンスリバモア国立研究所で開発されていたものであるが、1961年に開発中止となっている。
小型で低出力の核分裂弾頭であり、サイズは直径13-14インチ、長さは18.5インチほどである。重量は75-92ポンド（34-42kg）となっている。1957年にアメリカ陸軍のMIM-23 ホーク地対空ミサイル用に開発が開始され、その後、アメリカ海軍のAAM-N-9 スパローXおよびAAM-N-10イーグル空対空ミサイル、アメリカ空軍のAIM-47ファルコン空対空ミサイルの弾頭としても検討された。このため、信管には近接信管が検討された。しかし、1961年6月までに全計画が開発中止となり、いずれも実用化されず、通常弾頭搭載型の開発が行われることとなった。